# Hadrianus Junius

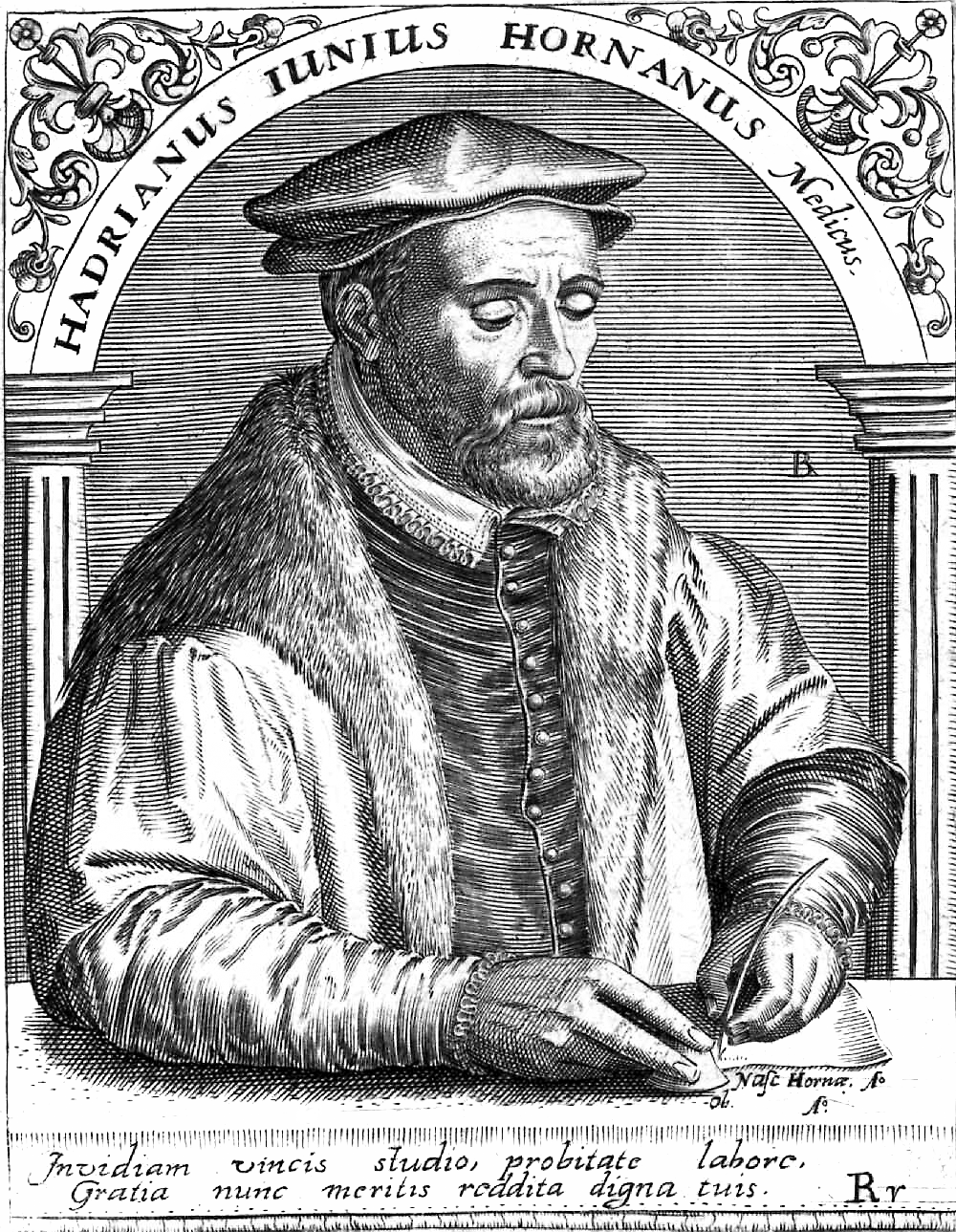
Hadrianus Junius, by Theodor de Bry.

Hadrianus Junius (eigentlich: Adriaen de Jonghe; * 1. Juli 1511 in Hoorn, Niederlande; † 16. Juni 1575 in Middelburg) war ein niederländischer Humanist, Arzt, Historiker, Philologe und Dichter.

## Leben
Nach dem Gymnasium in Haarlem und wissenschaftlichen Studien in verschiedenen Ländern wurde er 1540 in Bologna zum Doktor der Medizin und der Philosophie promoviert. Nach Aufenthalten in Paris und England war er 1562/3 Erzieher des Kronprinzen von Dänemark, des späteren Königs Christian IV. In 1563 kehrte er nach Haarlem zurück, wo er Stadtarzt und Rektor des Gymnasiums wurde. Nachdem er 1564 von den Staten von Holland zu ihrem Historiker ernannt wurde, legt er 1569 seine Aufgabe als Rektor nieder, um sich ganz seinen Werken, insbesondere der Batavia, widmen zu können. Während der Belagerung von Haarlem wurde er nach Delft gerufen, um dem kranken Prinzen Wilhelm I. als Arzt zur Seite zu stehen. Nach der Einnahme von Haarlem durch die Spanier und der Plünderung seiner umfangreichen Bibliothek ging er 1573 nach Middelburg, wo er 1574 Stadtarzt wurde und ein Jahr später starb.
Er war zweimal verheiratet, zuerst mit Maria Wilhelmina Keizers und nach ihrem Tod mit Hadriana Hasselaer. Aus erster Ehe hatte er zwei Kinder, Petrus und Clara, aus zweiter Ehe folgten noch acht Kinder.

## Werke
Zeit seines Lebens galt er als ein großer Gelehrter, Justus Lipsius nannte ihn sogar den gelehrtesten Niederländer nach Erasmus. Er publizierte auf vielen verschiedenen Gebieten: lateinische Poesie, Kommentare zu antiken Autoren, Studien der Medizin und der Sprachwissenschaften, historische Werke. Sein bekanntestes Werk ist Batavia (1588), das er zwischen 1566 und 1570 geschrieben hat und das als erster Teil eines größeren Geschichtswerkes der Niederlande gedacht war, das er aber nicht mehr vollenden konnte.
- Batavia. In qua praeter Gentis et Insulae Antiquitatem Originem, Decora, Mores, aliaque ad eam Historiam pertinentia, declaratur, quae fuerit vetus Batavia, quae Plinio, Tacito, Ptolomaeo cognita, quae etiam genuina inclytae Francorum nationis fuerit sedes. Lugd. Bat. 1588.
- Nomenclator omnium rerum propria nomina variis linguis explicata indicans. Antwerpen 1567.